# James Dewees
James Dewees, född 13 mars 1976 i Liberty i Missouri, (också känd som "Reggie" & "Klaus", tidigare känd som "Paco") är en trummis, keyboardist och vokalist.
Dewees var keyboardist och körsångare i The Get Up Kids och före detta trummis i metalcore-bandet Coalesce. Han har också spelat keyboard i New Found Glory, på deras album Catalyst och på turnéer.
Dewees bor för tillfället i Brooklyn, New York och turnerade med My Chemical Romance som deras keyboardist och körsångare på Projekt Revolution-turnén. 